# Диарра, Алу
Алу́ Диарра́ (фр. Alou Diarra, французское произношение [alu djaʁa]; род. 15 июля 1981, Вильпент, Франция) — французский футболист малийского происхождения, полузащитник. Серебряный призёр чемпионата мира 2006 года в составе сборной Франции. В последний момент не попал в заявку сборной Франции на чемпионат Европы 2008.

## Личная жизнь
Диарра родился в коммуне Вильпент в департаменте Сен-Сен-Дени у малийских родителей. У него есть трое младших братьев и одна сестра. Один из его братьев, Занке, также является футболистом и в настоящее время играет за французский клуб «Обервилль» в втором любительском чемпионате Франции. Ранее Занке играл за резервную команду профессионального клуба Пари Сен-Жермен, но покинул парижан в 2010 году. Ещё один брат, Идрисса, оказывает помощь в управлении социальными сетями, которая помогает футболистам-любителям найти себе клуб. Диарра, его братья и сестра, росли в парижском районе Розе де Вен, расположенном в соседней коммуне Оне-су-Буа, где, до сих пор проживают его родители. В настоящее время, он женат и имеет двоих детей. 28 мая 2010 года, в преддверии ЧМ-2010 в ЮАР, Диарра покинул тренировочный лагерь национальной команды, чтобы быть рядом с женой, во время рождения своего второго ребёнка.

## Клубная карьера

### Ранняя карьера
Диарра начал свою футбольную карьеру в родном клубе «Ольне». После шести лет в «Ольне», Диарра вернулся в город, где был рожден, чтобы присоединиться к одноименному клубу «Вильпент». Играя в молодежной академии «Вильпента», Алу изо всех сил старался произвести впечатление, и привлечь внимание известных клубов, дабы попасть к ним на просмотр. В конечном счете, Алу отклонил несколько возможностей, в первую очередь, от клуба «Ле-Ман», и, по словам его брата, борьба сделала старшего брата Диарра «очень мотивированным на успех».

### Марсель
4 июля 2011 года подписал контракт с клубом «Олимпик» (Марсель) сроком на 3 года.

## Достижения
«Олимпик (Лион)»
- Чемпионат Франции: 2007

«Олимпик (Марсель)»
- Суперкубок Франции:
  - Обладатель: 2011
- Кубок Французской лиги
  - Обладатель: 2011/12

Сборная Франции
- Чемпионат мира: Серебряный призёр 2006